# Kangding

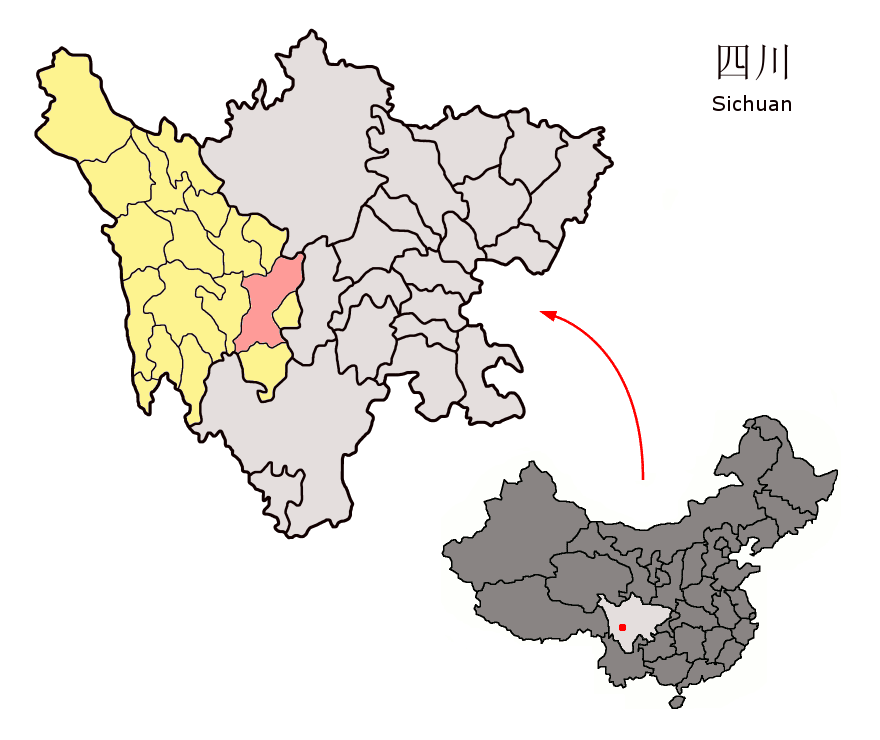
Lage der Stadt Kangding im Autonomen Bezirk Garzê der Tibeter in Sichuan.

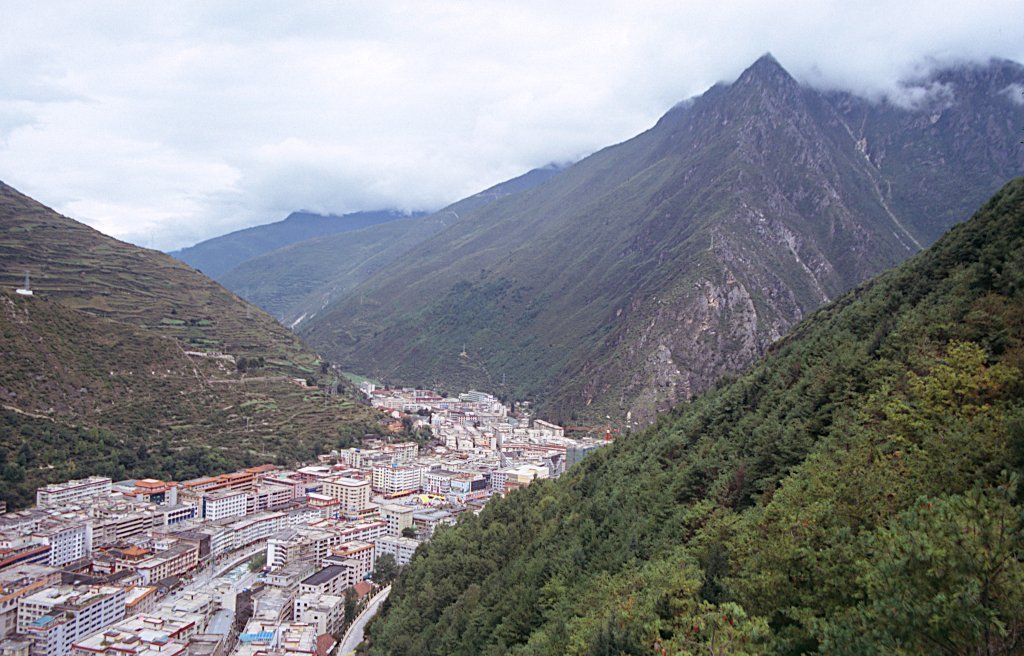
Blick auf Kangding.

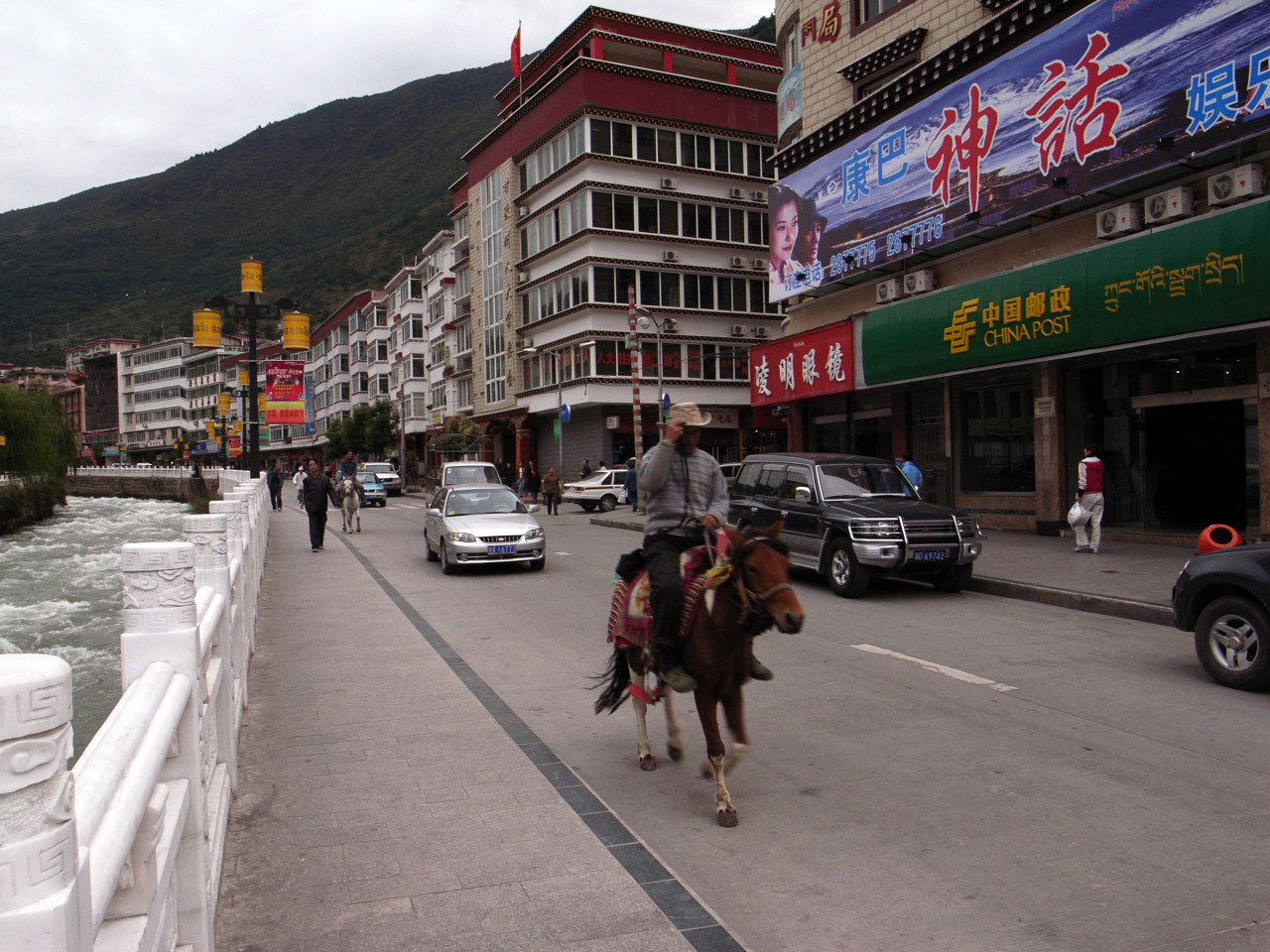
Reiter auf der Hauptstraße in Lucheng.

Kangding (chinesisch 康定市, Pinyin Kāngdìng Shì, tibetisch: དར་རྩེ་མདོ།, Umschrift nach Wylie: dar rtse mdo, auch als Dartsedo, Darzêdo und Dardo bekannt) ist eine kreisfreie Stadt des Autonomen Bezirks Garzê der Tibeter im Nordwesten der chinesischen Provinz Sichuan. Die Fläche beträgt 11.590 Quadratkilometer und die Einwohnerzahl 126.785 (Stand: Zensus 2020). Ihr Regierungssitz ist die Großgemeinde Lucheng (Lúchéng 炉城镇).
Der neuerbaute Flughafen Kangding hat im Mai 2008 seinen Betrieb aufgenommen.

## Administrative Gliederung
Auf Gemeindeebene setzt sich die Stadt aus drei Großgemeinden und achtzehn Gemeinden zusammen. Diese sind (Pinyin/chin.):
- Großgemeinde Lucheng 炉城镇
- Großgemeinde Guzan 姑咱镇
- Großgemeinde Xinduqiao 新都桥镇
- Gemeinde Yala 雅拉乡
- Gemeinde Shiji 时济乡
- Gemeinde Qianxi 前溪乡
- Gemeinde Shelian 舍联乡
- Gemeinde Maibeng 麦崩乡
- Gemeinde Sanhe 三合乡
- Gemeinde Jintang 金汤乡
- Gemeinde Pengta 捧塔乡
- Gemeinde Shade 沙德乡
- Gemeinde Gonggashan 贡嘎山乡
- Gemeinde Pusharong 普沙绒乡
- Gemeinde Jini 吉居乡
- Gemeinde Waze 瓦泽乡
- Gemeinde Xiaba 呷巴乡
- Gemeinde Jiagenba 甲根坝乡
- Gemeinde Pengbuxi 朋布西乡
- Gemeinde Tagong 塔公乡
- Gemeinde Kongyu 孔玉乡

## Ethnische Gliederung der Bevölkerung (2000)
Beim Zensus im Jahr 2000 hatte Kangding 109.349 Einwohner.
| Name des Volkes | Einwohner | Anteil  |
| --------------- | --------- | ------- |
| Tibeter         | 69.431    | 63,49 % |
| Han             | 37.973    | 34,73 % |
| Hui             | 845       | 0,77 %  |
| Yi              | 477       | 0,44 %  |
| Qiang           | 201       | 0,18 %  |
| Mongolen        | 108       | 0,1 %   |
| Tujia           | 69        | 0,06 %  |
| Manju           | 66        | 0,06 %  |
| Bai             | 44        | 0,04 %  |
| Miao            | 39        | 0,04 %  |
| Sonstige        | 96        | 0,09 %  |